# Dicolonus sparsipilosus
Dicolonus sparsipilosus är en tvåvingeart som beskrevs av Werner Back 1909. Dicolonus sparsipilosus ingår i släktet Dicolonus och familjen rovflugor. Inga underarter finns listade i Catalogue of Life.